# Liborio Ramón Freire Caldera
Liborio Ramón Freire Caldera (1829-1 de mayo de 1884) fue un parlamentario y político chileno.

## Vida
Fue hijo de Ramón Freire Serrano Capitán general, director supremo y presidente de la república de Chile, y de Manuela Caldera Mascayano.
Se casó con María del Rosario García de la Huerta Pérez, y tuvieron cinco hijos: Fernando, Manuela, Teresa, Elvira, Perpetua.
Se dedicó a las actividades agrícolas, en el departamento de Los Andes. Fue socio habilitador con su hermano Francisco, de mineros para catar y descubrir minas en el mineral de Caracoles. Subdelegado de Panquehue, entre 1859 y 1871.

## Vida política
Fue militante del Partido Conservador. Fue elegido senador por Aconcagua, período 1879-1885; no se incorporó hasta el 21 de junio de 1879; fue senador reemplazante en la Comisión Permanente de Gobierno y Relaciones Exteriores; e integró la Comisión Permanente de Educación y Beneficencia.
Miembro de la Comisión Conservadora para el receso 1881-1882. Falleció en  en el ejercicio de su cargo senatorial.